# وزارة الطيران المدني (الهند)
{{معلومات وكالة حكومية
| الاسم = وزارة الطيران المدني الهندية
وزارة الطيران المدني
| الاسم المختصر = 
|  شعار = Ministry of Civil Aviation India.svg
| عرض_الشعار = 120px
|اسم_وزير1=جيوتيراديتيا سينديا
|تخصص_وزير1=وزير الطيران المدني
|اسم_وزير2=د. فيجاي كومار سينغ
|تخصص_وزير2=وزير الدولة للطيران المدني
| الموقع = الموقع الرسمي

وزارة الطيران المدني هي الوزارة المسؤولة عن الطيران المدني في الهند.

## الشركات والجهات التابعة
- هيئة مطارات الهند
- المديرية العامة للطيران المدني (DGCA)
- هيئة التنظيم الاقتصادي للمطارات (AERA)
- مكتب أمن الطيران المدني
- لجنة سلامة السكك الحديدية - هي سلطة سلامة السكك الحديدية في الهند، وفقًا لتوجيهات قانون السكك الحديدية لعام 1989. الوكالة تحقق في حوادث السكك الحديدية.
- مكتب التحقيق في حوادث الطائرات (AAIB)
- إنديرا غاندي راشتريا أوران أكاديمي (IGRUA)

## وصلات خارجية
- وزارة الطيران المدني